# Marcu I al Bizanțului
Marcu I al Bizanțului sau Marcus I al Bizanțului (în greacă Μᾶρκος Αʹ, transliterat: Markos 1; n. secolul al II-lea d.Hr. – d. 211 d.Hr.) a fost episcop al Bizanțului, slujind timp de 13 ani, din 198 și până în 211. Mandatul său a coincis cu persecuțiile creștine ale împăratului Septimius Severus. 
Marcu a fost succesorul lui Olimpian și va fi urmat de Filadelf.